# Wun Two
Wun Two (* 13. Februar 1985 in Süddeutschland, eigentlich Jan Vetter) ist ein deutscher Hip-Hop-Produzent, der für laid back Instrumental-Beats mit Einflüssen aus Lo-Fi und Boom bap, seine zahlreichen Veröffentlichungen und durch die Zusammenarbeit mit Conway the Machine, Rejjie Snow, Ugly God, Doja Cat, Eloquent und Brenk Sinatra bekannt ist.

## Biografie
Wun Two erlangte 2013 erstmals größere Aufmerksamkeit durch die Veröffentlichung der Alben Ships, Rio und Penthouse. Sein Stil, gekennzeichnet durch entschleunigte Beats, Vinyl-Samples und atmosphärische Klangstrukturen, positionierte ihn als Vertreter der Lo-Fi-Szene.
Mit Eloquent veröffentlicht Wun Two 2013 das Album Jazz auf Gleich über das Label Sichtexot.
2023 produziert Wun Two das Album Palermo von Conway The Machine und landet damit für eine Woche auf Platz 19 der Deutschen Albumcharts. Der Kontakt zu Conway in den Vereinigten Staaten wurde durch Vinyl Digital hergestellt. Dort wurde Conway unter anderem auch schon von Eminem produziert.
Brenk Sinatra und Wun Two veröffentlichen 2024 zusammen Tango & Cash. Ein Konzeptalbum, dass die düstere Atmosphäre eines späten 80er-Jahre-Thrillers in moderner Interpretation als Hommage an eine unvergessliche Filmära erlebbar macht.
Bereits heute wurden alleine auf Spotify Wun Twos Instrumental Hip-Hop Veröffentlichungen über 400 Millionen Mal abgespielt. Eine große Rolle dabei spielen offizielle kuratierte Playlists, die auf Genres wie Lo-Fi und Hip-Hop Beats ausgelegt sind.

## Diskografie

### Alben (Auswahl)
- Penthouse (2014, Vinyl Digital)
- Waves (2015, Vinyl Digital), mit CoryaYo
- Baker's Dozen (2016, Fat Beats)
- Ships (2017, HHV, Radio Juicy)
- Rio (2017, HHV)
- Paseadero (2017, HHV, Backstein Ru’let), mit Hubert Daviz
- Vapowavez (2018, HHV, Backstein Ru’let), mit Hubert Daviz
- Pirata (2019, Vinyl Digital)
- Snow Vol. 3 & 4 (2019, Vinyl Digital)
- O Cavalo Vermelho (2020, Sichtexot)
- We Talk Tomorrow (2020, Wadada Records), mit Wyl
- Snow Vol. 5 (2020, Vinyl Digital)
- Dream Cruise (2021, Sichtexot) mit Knowsum
- Nautiqua (2021, Vinyl Digital) mit Boora
- Old Fruits (2021, Mutombo Records)
- Two Medicine Lake (2021, Sichtexot)
- Snow Vol. 6 (2021, Vinyl Digital)
- Ships II (2022, Sichtexot)
- Vagabundo (2022, Lofi Chill Records), mit Mujo
- Private Love Joy (2022, Wadada Records), mit Wyl
- Trias (2022, Bambini), mit Made in M
- Snow Vol. 7 (2023, Vinyl Digital)
- Cashmere Dreams (2023, Vinyl Digital)
- Snow Vol. 8 (2024, Vinyl Digital)
- Tango & Cash (2024, Wave Planet Records), mit Brenk Sinatra
- Sole Spirito (2024, Sichtexot), mit Made in M
- Hawaii & Snow (2024, Blunt Shelter Records)
- Forest Folks (2024, Vinyl Digital)

### EPs (Auswahl)
- Dolphi (2019, Sichtexot)
- Casino (2019, Urban Waves Records)
- Boranda EP (2022, PLYGRND)
- Dusty Flakes (2022, We Run This Records)
- First Date (2023, Vinyl Digital)
- Fruta Dorada (2023, Hip Dozer)
- Lua (2023, Sichtexot)

### Singles (Auswahl)
- Geschenkartikel (2020, Vinyl Digital), mit Don Philippe
- 247 Mics (2020, Vinyl Digital), mit Don Philippe
- Cafe (2020, Vinyl Digital), mit Don Philippe
- Yeah (2020, Vinyl Digital), mit Don Philippe
- Interloop (2020, Blunt Shelter Records), auf jazzbois – Jazzbois Got Flipped
- Ragazza Con Cavaliere (2020, Mutombo Records), mit High John
- Coconut (2022, Casual Low Grind), mit Hulk Hodn, auf Hulk Hodn – Sparklez
- Il Concerto Degli Arlecchini (2023, Mutombo Records)
- Sunsmoke (2023, Con Comfort), auf Con Comfort – Daily Pleasures
- Ovinhos (2024, Casual Low Grind), mit FloFilz, auf FloFilz – handful

### Alben als Produzent (Auswahl)
- Eloquent – Jazz Auf Gleich (2013, Sichtexot)
- Junclassic – Better Than Fiction Too (2016, Vinyl Digital)
- Junclassic – Better Than Fiction (2017, Chopped Herring Records)
- Conway The Machine – Palermo (2023, Vinyl Digital)
- Eloquent – Notizen Eines MF’s (2023, Vinyl Digital)
- Wun Two & SmooVth – Prussian Blue (2025, Sichtexot)

### EPs als Produzent (Auswahl)
- Hus Kingpin – Adult Swum (2022, Tuff Kong Records)
- Da Flyy Hooligan & Wun Two - Nocturnal Hooli Vol. 3 (2024, GourmetDeluxxx)
- Da Flyy Hooligan & Wun Two - Nocturnal Hooli Vol. 1 (2024, GourmetDeluxxx)
- Da Flyy Hooligan - LO&B (2025, GourmetDeluxxx), 5 Titel

### Singles als Produzent (Auswahl)
- YL & Starker – I'm Wavy & Wally Tag (2015, RRR Music Group), auf YL & Starker – Lo.Ceasar EP
- Joe Space, Scarf Face – Alte Reben, Rosa Panther & Nollywood (2015, Vinyl Digital), auf Joe Space, Scarf Face – Nollywood
- Cinch 33 – Art Brilliant (2016, Krekpek Records, HHV), auf Cinch 33 – Yuma
- Masta Ace – Intro D Ski's (Wun Two Remix) (2017, Vinyl Digital) auf Masta Ace – Son Of Yvonne (Remix Album)
- Melanin 9 – Memento & Solace (2017, Vinyl Digital), auf Melanin 9 – Old Pictures
- Tomcat – Close The Door & Natural (2019, Paxico Records), auf Tomcat – TELLY
- Nepumuk – Wellblechdach (2019, Sichtexot), auf Nepumuk – Für ein breiteres Publikum
- Cráneo (ft Lasser) – Polen (2020, Guayaba Records), auf Cráneo – Picnic
- Dexter feat. Ahzumjot – Lockdown 4 Forever (2021, HHV), auf Dexter – Pandemie & Freunde
- Lord Folter – Farce (2022, Babygroove), auf gleichnamigem Album
- Softboy Ivo – Engel (2024, Babygroove), auf Softboy Ivo, Philanthrope – Seele Aus